# André-Marie Ampère
André-Marie Ampère (Lyon, 20. siječnja 1775. – Marseille, 10. lipnja 1836.), francuski fizičar, matematičar, kemičar i filozof. Profesor na Politehničkoj školi u Parizu (fr. École polytechnique) i na Collège de France. Među prvima je razlučio atome i molekule. Izumio je galvanometar, pridonio razvoju električnoga brzojava ili telegrafa i, s D. F. Aragoom, elektromagneta. Među prvima rabio nazive električni napon i električna struja. Potaknut otkrićem H. C. Ørsteda da se magnetna igla zakreće pri promjeni struje koja teče žicom u blizini, Ampère je nastavio istraživanje povezanosti između elektriciteta i magnetizma (Ampèreov zakon). Pokusima je istraživao međudjelovanje između dviju električnih struja i otkrio matematički izraz za tu silu. Otkrio je da strujna petlja stvara slično magnetsko polje kao stalni ravni magnet. Razvio je mikroskopsko tumačenje magnetskih svojstava, prema kojemu su u svakom elementu tvari prisutni mali unutarnji strujni krugovi (molekularne struje) kojima se magnetska polja vektorski zbrajaju i čije ukupno djelovanje ovisi o tome kakve su njihove međusobne orijentacije. Napravio je uređaj za mjerenje električne struje s pomoću pokretne igle, a to je prethodilo galvanometru. Na temelju analogije između električnih i magnetskih pojava, koja je bila potaknuta filozofskim argumentima (Friedrich Wilhelm Joseph von Schelling), moglo se očekivati da bi struja u strujnom krugu jednoga vodiča izazvala pojavu struje u drugome vodiču, koji nije priključen na električni izvor. Ampère je 1822. istraživao taj problem i napisao da takav učinak ne postoji, ali da se u drugoj žici ipak nešto može primijetiti pri uključivanju i isključivanju struje u prvoj žici. No tome nije pridavao pozornost, jer je tragao za strujom koja bi tekla cijelo vrijeme. Ponavljanje slična pokusa dovelo je M. Faradaya 1831. do otkrića elektromagnetske indukcije. Ampère je jedan od istaknutih enciklopedista, član Kraljevskog društva (eng. Royal Society) od 1827. Po njemu je nazvana jedinica jakosti električne struje amper. Njegovo ime nalazi se na listi 72 znanstvenika ugraviranih na Eifellovom tornju.

## Ampèreov zakon
Ampèreov zakon je zakon koji izražava činjenicu da magnetsko polje nastaje kao posljedica gibanja električnih naboja, povezujući električne i magnetske pojave. Nazvan je po A. M. Ampèreu, koji je utemeljio elektromagnetizam. Izražen jezikom integro-diferencijalnog računa glasi: "Linijski integral magnetskog polja po proizvoljnoj zatvorenoj krivulji razmjeran je ukupnoj električnoj struji koju obuhvaća ta krivulja":
{\displaystyle \oint _{\mathcal {S}}{\vec {B}}\cdot \mathrm {d} {\vec {s}}=\mu _{0}\cdot I}
gdje je:
{\displaystyle {\vec {B}}} - magnetska indukcija,
{\displaystyle \mathrm {d} {\vec {s}}} - element puta uzduž krivulje integracije,
{\displaystyle I\!} - jakost električne struje koju obuhvaća krivulja,
{\displaystyle \mu _{0}\!} - magnetska permeabilnost vakuuma.

## Ampèreova teorija magnetizma
Na osnovi magnetskog djelovanja električne struje, Ampère je postavio hipotezu da svako magnetsko polje ima svoj uzrok u električnoj struji. Dijeleći magnet na sitne djeliće, svaki djelić čini za sebe potpuni magnet. Prema tome se može uzeti da je svaka molekula magnet s polovima na suprotnim krajevima. Magnetizam molekule tumači se time što oko molekule teče molekularna električna struja. Pod utjecajem magnetskog polja, kada se tijelo magnetizira, sve njegove molekularne struje zauzimaju isti smjer, te se time ispoljava magnetizam tijela.

## Vanjske poveznice
- (en) Enciklopedija Britannica, članak "André-Marie Ampère"